# أوتو ألينكار
أوتو ألينكار (من مواليد 28 أغسطس 1947) سياسي برازيلي. مثل باهيا في مجلس الشيوخ الاتحادي منذ عام 2015. وكان سابقًا نائب محافظ وحاكم ولاية باهيا. عضو في الحزب الاشتراكي الديمقراطي.